# Unione Sportiva Cremonese 1986-1987
Questa voce raccoglie le informazioni riguardanti l'Unione Sportiva Cremonese nelle competizioni ufficiali della stagione 1986-1987.

## Stagione
Nella stagione 1986-1987 la Cremonese ha disputato il campionato di Serie B, classificandosi al terzo posto con Lecce e Cesena, perdendo gli spareggi. Sono salite in Serie A le due prime Pescara e Pisa, accompagnate dal Cesena, che ai primi di luglio, ha vinto gli spareggi per il terzo posto. A Cremona in estate si è assistito al doloroso addio ad Emiliano Mondonico, passato ad allenare il Como, dopo quattro stupende stagioni a Cremona, per sostituirlo si punta sull'allenatore Bruno Mazzia, che imposta una squadra pratica, che costruisce poco, ma concretizza bene e concede poco in difesa. Nel campionato parte bene, a fine gennaio vince il platonico titolo di campione d'inverno con 25 punti, per poi cedere alla distanza, mantenendo comunque la terza piazza finale, con la coda degli spareggi. La partita decisiva si è giocata allo Zini nell'ultima giornata del campionato, nello scontro al vertice con il Pisa, sarebbe bastato un pareggio alla Cremonese per ritornare in Serie A, invece il Pisa ha vinto (1-2), costringendo i grigiorossi agli spareggi. Con 16 reti Marco Nicoletti è il miglior realizzatore di stagione.

Attilio Lombardo (a sinistra), con la seconda divisa bianca, sigla il definitivo 2-0 nella vittoriosa trasferta di Bologna del 12 aprile 1987.

Nella Coppa Italia arriva lo storico traguardo delle semifinali, dopo essere giunta seconda nel terzo girone di qualificazione, negli ottavi ha superato il Verona, nei quarti ha superato l'Inter ai calci di rigore, in semifinale ha sfidato l'Atalanta. Lo scenario di approdare alla finale, sfidando il Napoli, avrebbe significato accesso automatico alla Coppa delle Coppe, anche perdendola, essendo il Napoli iscritto alla Coppa dei Campioni avendo appena vinto il suo primo titolo tricolore, ma la squadra bergamasca vincendo in casa e pareggiando a Cremona ha infranto i sogni europei dei grigiorossi.

## Divise e sponsor
Lo sponsor tecnico per la stagione 1986-1987 fu Puma, mentre lo sponsor ufficiale IAG Salumi.
| Casa | Trasferta |

## Rosa

Tifosi cremonesi in trasferta allo stadio Romeo Menti, durante Vicenza-Cremonese del 14 giugno 1987.

| N. |                   | Ruolo | Calciatore         |
| -- | ----------------- | ----- | ------------------ |
|    | Italia (bandiera) | C     | Claudio Bencina    |
|    | Italia (bandiera) | C     | Gabriele Bongiorni |
|    | Italia (bandiera) | A     | Alviero Chiorri    |
|    | Italia (bandiera) | D     | Filippo Citterio   |
|    | Italia (bandiera) | C     | Ettore Ferraroni   |
|    | Italia (bandiera) | C     | Giancarlo Finardi  |
|    | Italia (bandiera) | C     | Roberto Galletti   |
|    | Italia (bandiera) | D     | Felice Garzilli    |
|    | Italia (bandiera) | D     | Silvio Giorgi      |
|    | Italia (bandiera) | D     | Luigi Gualco       |

| N. |                    | Ruolo | Calciatore            |
| -- | ------------------ | ----- | --------------------- |
|    | Italia (bandiera)  | A     | Attilio Lombardo      |
|    | Italia (bandiera)  | D     | Mario Montorfano      |
|    | Italia (bandiera)  | A     | Marco Nicoletti       |
|    | Italia (bandiera)  | D     | Enrico Pedretti       |
|    | Italia (bandiera)  | A     | Claudio Pelosi        |
|    | Italia (bandiera)  | P     | Michelangelo Rampulla |
|    | Italia (bandiera)  | D     | Gianpietro Torri      |
|    | Italia (bandiera)  | C     | Walter Viganò         |
|    | Italia (bandiera)  | P     | Giacomo Violini       |
|    | Polonia (bandiera) | D     | Władysław Żmuda       |

## Risultati

### Serie B

#### Girone di andata
| Arbitro: | Testa (Prato) |

|               |           |  |
| Nicoletti 21’ | Marcatori |  |

| Arbitro: | Bruschini (Firenze) |

|  |           |                      |
|  | Marcatori | 36’ (rig.) Nicoletti |

| Arbitro: | Luci (Firenze) |

|            |           |  |
| Pelosi 64’ | Marcatori |  |

| Arbitro: | Amendolia (Messina) |

|              |           |                           |
| Simonini 30’ | Marcatori | 54’ (rig.), 76’ Nicoletti |

| Cremona 12 ottobre 1986 5ª giornata | Cremonese         | 0 – 0 | Lazio | Stadio Giovanni Zini\| Arbitro: \| Mattei (Macerata) \| |
| Arbitro:                            | Mattei (Macerata) |       |       |                                                         |

| Arbitro: | Luci (Firenze) |

|                        |           |                               |
| Piras 2’ Montesano 15’ | Marcatori | 22’ Chiorri 33’ (aut.) Marchi |

| Arbitro: | Sguizzato (Verona) |

|              |           |              |
| Lombardo 81’ | Marcatori | 91’ Cipriani |

| Arbitro: | Agnolin (Bassano del Grappa) |

|           |           |  |
| Orati 59’ | Marcatori |  |

| Arbitro: | Fabbricatore (Roma) |

|               |           |  |
| Nicoletti 51’ | Marcatori |  |

| Arbitro: | Lombardo (Marsala) |

|                   |           |  |
| Rebonato 77’, 81’ | Marcatori |  |

| Arbitro: | Tuveri (Cagliari) |

|            |           |  |
| Gualco 22’ | Marcatori |  |

| Arezzo 30 novembre 1986 12ª giornata | Arezzo                    | 0 – 0 | Cremonese | Stadio Città di Arezzo\| Arbitro: \| Pezzella (Frattamaggiore) \| |
| Arbitro:                             | Pezzella (Frattamaggiore) |       |           |                                                                   |

| Arbitro: | Vecchiatini (Bologna) |

|                      |           |  |
| Nicoletti 31’ (rig.) | Marcatori |  |

| Arbitro: | Amendolia (Messina) |

|             |           |             |
| Rideout 33’ | Marcatori | 11’ Chiorri |

| Arbitro: | Luci (Firenze) |

|                                       |           |  |
| Chiorri 3’ Nicoletti 39’ Citterio 67’ | Marcatori |  |

| Cremona 4 gennaio 1987 16ª giornata | Cremonese         | 0 – 0 | Lecce | Stadio Giovanni Zini\| Arbitro: \| Tuveri (Cagliari) \| |
| Arbitro:                            | Tuveri (Cagliari) |       |       |                                                         |

| Arbitro: | Paparesta (Bari) |

|            |           |  |
| Piovani 6’ | Marcatori |  |

| Arbitro: | Pucci (Firenze) |

|                           |           |                  |
| Chiorri 28’ Nicoletti 34’ | Marcatori | 23’ En. Nicolini |

| Arbitro: | Lombardo (Marsala) |

|                |           |               |
| Piovanelli 29’ | Marcatori | 15’ Nicoletti |

#### Girone di ritorno
| Arbitro: | Lo Bello (Siracusa) |

|            |           |  |
| Causio 88’ | Marcatori |  |

| Arbitro: | Felicani (Bologna) |

|               |           |                   |
| Nicoletti 46’ | Marcatori | 61’ A. Pellegrini |

| Arbitro: | Pairetto (Torino) |

|                        |           |                   |
| De Vitis 25’, 37’, 70’ | Marcatori | 53’ (aut.) Biondo |

| Cremona 8 marzo 1987 23ª giornata | Cremonese        | 0 – 0 | Cesena | Stadio Giovanni Zini\| Arbitro: \| D'Elia (Salerno) \| |
| Arbitro:                          | D'Elia (Salerno) |       |        |                                                        |

| Arbitro: | Luci (Firenze) |

|                     |           |  |
| Caso 35’ Marino 60’ | Marcatori |  |

| Arbitro: | Bruschini (Firenze) |

|                          |           |  |
| Gualco 49’ Nicoletti 86’ | Marcatori |  |

| Arbitro: | Pezzella (Frattamaggiore) |

|               |           |             |
| Scanziani 29’ | Marcatori | 44’ Bencina |

| Arbitro: | Baldas (Trieste) |

|             |           |  |
| Chiorri 62’ | Marcatori |  |

| Arbitro: | Lombardo (Marsala) |

|  |           |                            |
|  | Marcatori | 25’ Nicoletti 47’ Lombardo |

| Arbitro: | Lo Bello (Siracusa) |

|                          |           |                           |
| Nicoletti 19’ Gualco 31’ | Marcatori | 16’ Gaudenzi 18’ Rebonato |

| Arbitro: | Pezzella (Frattamaggiore) |

|                    |           |  |
| Di Nicola 37’, 74’ | Marcatori |  |

| Arbitro: | Gava (Conegliano) |

|                          |           |  |
| Chiorri 2’ Bongiorni 29’ | Marcatori |  |

| Campobasso 10 maggio 1987 32ª giornata | Campobasso    | 0 – 0 | Cremonese | Stadio Nuovo Romagnoli\| Arbitro: \| Longhi (Roma) \| |
| Arbitro:                               | Longhi (Roma) |       |           |                                                       |

| Cremona 17 maggio 1987 33ª giornata | Cremonese         | 0 – 0 | Bari | Stadio Giovanni Zini\| Arbitro: \| Pairetto (Torino) \| |
| Arbitro:                            | Pairetto (Torino) |       |      |                                                         |

| Arbitro: | Mattei (Macerata) |

|             |           |            |
| Torroni 65’ | Marcatori | 78’ Frutti |

| Arbitro: | Agnolin (Bassano del Grappa) |

|                       |           |              |
| Nobile 56’ Panero 90’ | Marcatori | 43’ Lombardo |

| Arbitro: | Longhi (Roma) |

|                                |           |             |
| Chiorri 14’ Finardi 67’ (rig.) | Marcatori | 43’ Bianchi |

| Vicenza 14 giugno 1987 37ª giornata | Lanerossi Vicenza | 0 – 0 | Cremonese | Stadio Romeo Menti\| Arbitro: \| Bergamo (Livorno) \| |
| Arbitro:                            | Bergamo (Livorno) |       |           |                                                       |

| Arbitro: | Lanese (Messina) |

|                      |           |                                  |
| Nicoletti 44’ (rig.) | Marcatori | 28’ (rig.) Sclosa 42’ Piovanelli |

#### Spareggio promozione
| Arbitro: | Lo Bello (Siracusa) |

|             |           |                                               |
| Chiorri 37’ | Marcatori | 41’ Miceli 48’ Pasculli 72’ Panero 84’ Nobile |

| Arbitro: | Pairetto (Torino) |

|               |           |  |
| Rizzitelli 9’ | Marcatori |  |

### Coppa Italia

#### Primo turno
| Cremona 24 agosto 1986 1ª giornata | Cremonese    | 0 – 0 | Sampdoria | Stadio Giovanni Zini\| Arbitro: \| Baldi (Roma) \| |
| Arbitro:                           | Baldi (Roma) |       |           |                                                    |

| Arbitro: | Vecchiatini (Bologna) |

|  |           |            |
|  | Marcatori | 5’ Bencina |

| Arbitro: | Pucci (Firenze) |

|                                           |           |  |
| Nicoletti 21’, 53’ Pelosi 76’ Finardi 80’ | Marcatori |  |

| Arbitro: | Leni (Perugia) |

|                                  |           |  |
| Manfredonia 45’ Torri 73’ (aut.) | Marcatori |  |

| Arbitro: | Nicchi (Arezzo) |

|                                |           |  |
| Pelosi 1’, 53’ Albi 78’ (aut.) | Marcatori |  |

#### Fase finale
| Verona 25 febbraio 1987 Ottavi di finale - Andata | Verona         | 0 – 0 | Cremonese | Stadio Marcantonio Bentegodi\| Arbitro: \| Boschi (Parma) \| |
| Arbitro:                                          | Boschi (Parma) |       |           |                                                              |

| Arbitro: | Fabricatore (Roma) |

|  |                      |  |
|  | Tiri di rigore 4 – 3 |  |

| Arbitro: | Bergamo (Livorno) |

|              |           |                |
| Lombardo 30’ | Marcatori | 82’ Mandorlini |

| Arbitro: | Baldas (Trieste) |

|            |                      |              |
| Ciocci 51’ | Marcatori            | 8’ Bongiorni |
|            | Tiri di rigore 3 – 5 |              |

| Arbitro: | Casarin (Milano) |

|                     |           |  |
| Incocciati 75’, 82’ | Marcatori |  |

| Cremona 3 giugno 1987 Semifinale - Ritorno | Cremonese        | 0 – 0 | Atalanta | Stadio Giovanni Zini\| Arbitro: \| Paparesta (Bari) \| |
| Arbitro:                                   | Paparesta (Bari) |       |          |                                                        |

## Statistiche

### Statistiche di squadra
| Competizione | Punti | In casa | In casa | In casa | In casa | In casa | In casa | In trasferta | In trasferta | In trasferta | In trasferta | In trasferta | In trasferta | Totale | Totale | Totale | Totale | Totale | Totale | DR  |
| Competizione | Punti | G       | V       | N       | P       | Gf      | Gs      | G            | V            | N            | P            | Gf           | Gs           | G      | V      | N      | P      | Gf     | Gs     | DR  |
| ------------ | ----- | ------- | ------- | ------- | ------- | ------- | ------- | ------------ | ------------ | ------------ | ------------ | ------------ | ------------ | ------ | ------ | ------ | ------ | ------ | ------ | --- |
| Serie B      | 43    | 19      | 11      | 7       | 1       | 22      | 8       | 19           | 3            | 8            | 8            | 13           | 21           | 38     | 14     | 15     | 9      | 35     | 29     | +6  |
| Coppa Italia |       | 6       | 2       | 4       | 0       | 8       | 1       | 5            | 1            | 2            | 2            | 2            | 5            | 11     | 3      | 6      | 2      | 10     | 6      | +4  |
| Totale       |       | 25      | 13      | 11      | 1       | 30      | 9       | 24           | 4            | 10           | 10           | 15           | 26           | 49     | 17     | 21     | 11     | 45     | 35     | +10 |

### Statistiche dei giocatori
| Giocatore     | Serie B  | Serie B | Serie B     | Serie B    | Coppa Italia | Coppa Italia | Coppa Italia | Coppa Italia | Totale   | Totale | Totale      | Totale     |
| Giocatore     | Presenze | Reti    | Ammonizioni | Espulsioni | Presenze     | Reti         | Ammonizioni  | Espulsioni   | Presenze | Reti   | Ammonizioni | Espulsioni |
| ------------- | -------- | ------- | ----------- | ---------- | ------------ | ------------ | ------------ | ------------ | -------- | ------ | ----------- | ---------- |
| C. Bencina    | 35       | 1       | ?           | ?          | ?            | ?            | ?            | ?            | 35+      | 1+     | ?           | ?          |
| G. Bongiorni  | 36       | 1       | ?           | ?          | ?            | ?            | ?            | ?            | 36+      | 1+     | ?           | ?          |
| A. Chiorri    | 29       | 7       | ?           | ?          | ?            | ?            | ?            | ?            | 29+      | 7+     | ?           | ?          |
| F. Citterio   | 32       | 1       | ?           | ?          | ?            | ?            | ?            | ?            | 32+      | 1+     | ?           | ?          |
| E. Ferraroni  | 1        | 0       | ?           | ?          | ?            | ?            | ?            | ?            | 1+       | 0+     | ?           | ?          |
| G. Finardi    | 19       | 1       | ?           | ?          | ?            | ?            | ?            | ?            | 19+      | 1+     | ?           | ?          |
| R. Galletti   | 25       | 0       | ?           | ?          | ?            | ?            | ?            | ?            | 25+      | 0+     | ?           | ?          |
| F. Garzilli   | 34       | 0       | ?           | ?          | ?            | ?            | ?            | ?            | 34+      | 0+     | ?           | ?          |
| L. Gualco     | 35       | 2       | ?           | ?          | ?            | ?            | ?            | ?            | 35+      | 2+     | ?           | ?          |
| A. Lombardo   | 36       | 3       | ?           | ?          | ?            | ?            | ?            | ?            | 36+      | 3+     | ?           | ?          |
| M. Montorfano | 37       | 0       | ?           | ?          | ?            | ?            | ?            | ?            | 37+      | 0+     | ?           | ?          |
| M. Nicoletti  | 36       | 14      | ?           | ?          | ?            | ?            | ?            | ?            | 36+      | 14+    | ?           | ?          |
| E. Pedretti   | 7        | 0       | ?           | ?          | ?            | ?            | ?            | ?            | 7+       | 0+     | ?           | ?          |
| C. Pelosi     | 22       | 1       | ?           | ?          | ?            | ?            | ?            | ?            | 22+      | 1+     | ?           | ?          |
| M. Rampulla   | 38       | -29     | ?           | ?          | ?            | ?            | ?            | ?            | 38+      | -29+   | ?           | ?          |
| G. Torri      | 31       | 1       | ?           | ?          | ?            | ?            | ?            | ?            | 31+      | 1+     | ?           | ?          |
| W. Viganò     | 32       | 0       | ?           | ?          | ?            | ?            | ?            | ?            | 32+      | 0+     | ?           | ?          |
| W. Zmuda      | 3        | 0       | ?           | ?          | ?            | ?            | ?            | ?            | 3+       | 0+     | ?           | ?          |